# Ларбі Ель-Гаді
Ларбі Ель-Гаді (араб. العربي الهادي, нар. 27 травня 1961) — алжирський футболіст, що грав на позиції воротаря.
Виступав за клуб «ВА Буфарік», а також національну збірну Алжиру. У складі збірної — володар Кубка африканських націй.

## Клубна кар'єра
У дорослому футболі дебютував виступами за команду «ВА Буфарік», кольори якої і захищав протягом усієї своєї кар'єри гравця.

## Виступи за збірну
1982 року дебютував в офіційних матчах у складі національної збірної Алжиру. 
У складі збірної був учасником чемпіонату світу 1986 року у Мексиці та Кубка африканських націй 1990 року в Алжирі, здобувши того року титул континентального чемпіона.

## Титули і досягнення
- Володар Кубка африканських націй (1): 1990